# Святые горы
Святы́е Го́ры (укр. Святі гори) — меловые выступы на правом берегу реки Северский Донец возле названного в их честь города Святогорск, Донецкая область, Украина.
Пещеры в меловых выступах были заселены монахами-пустынниками, которые жили здесь с незапамятных времён (согласно предположениям позднейших историков, с XI века). Впервые упоминаются в «Записках о Московии» Сигизмунда Герберштейна (1547). Около 1624 года здесь был основан Святогорский Успенский монастырь, не имевший до конца XVII века ни одного наземного сооружения.